# 性別「モナリザ」の君へ。
『性別「モナリザ」の君へ。』（せいべつモナリザのきみへ）は、吉村旋による日本の漫画作品。『ガンガンONLINE』（スクウェア・エニックス）にて2018年5月から2021年12月まで連載された。2022年12月時点で累計発行部数は100万部を突破している。「次にくるマンガ大賞2020」Webマンガ部門20位受賞。
人間がなりたい性別を選べる世界で、ただ1人男性にも女性にもならない主人公と2人の幼なじみの恋模様を描く。

## ストーリー
性別がない状態で生まれ、12歳ほどで、それぞれ性分化が起きるという世界。幼馴染のしおりとりつは、すっかり性分化してしまったというのに、ひなせは高校3年生になった今も性別がないままだった。性的欲求というものが一切なく、恋愛に対する理解もあまりないひなせだったが、男性となったしおりと女性となったりつから同じ時期に告白されたのを機に、3人の幼馴染みの関係は変化を見せていく。
なお、無性別状態のまま20歳を超えたものはいないとされている（性分化が起こるか死亡するものと思われる）が、年長無性別者の死因は多岐にわたり医学的な解明はされていない。

## 登場人物
登場人物の名字は、全て温泉で有名な地名に統一されている。
有馬ひなせ（ありま ひなせ）
本作の主人公。18歳。12歳ごろから顕れるはずの性分化が未だになく、性別がない。一般的な同年代の男性であると思われるしおりよりは小柄で、一般的な女性である様子のりつより少し大きいくらいの背丈だが、身体には女性らしい丸みはほぼなく、学校の制服は男子と同じ型のものを着用。体育の授業は学期ごとに、男子の授業と女子の授業に交互に参加している。
しおりの兄であるあずさを主治医に、性分化の様子を定期受診している。ある日「準モナリザ症候群」という仮の病名がつけられたが、これは作中にのみ存在する架空の病名である。
男性でも女性でもないせいか、性的欲求も恋愛感情もなく、誰に対しても友達以上の好意を持つことができない。その時に幼馴染みのしおりとりつの2人から同時に告白され、戸惑うようになる。診察時に少しだけホルモン値の上昇があったが、2人の告白の影響なのか、身体の性分化に繋がるのかは不明。
高山しおり（たかやま しおり）
ひなせの幼馴染みで美大志望の高校3年生。短髪・長身のさわやかな少年。時折、ひなせに絵のモデルを頼んでいる様子。ひなせのことが好きで、放課後の教室で告白した。その際、「俺がお前を女にする」という性別に囚われた言い方をした。その上自分の告白によって、ひなせが女性に分化するのではないか、という希望を持ってみたり、ほぼ同時期にひなせに告白したりつに対して「俺とお前しだいで、ひなせが男になるか女になるか決まるかも」と発言するなど、特に性別にこだわりが強い様子が見られる。父親からは「男だから」という理由で美大進学を反対されている。
加賀りつ（かが りつ）
ひなせの幼馴染みの少女。肩より長い髪を少し編み込んで、ひとつに束ねている。昼食は自作と思しきお弁当派。
ひなせのことが好きで、タッチの差でしおりよりも先に告白する。しおり同様「私がひなせを男にする」という言い方をするが、のちに「『男にする』って何よ…」と悔恨を見せていた。ひなせに対してもあらためて、「私が好きになったのはひなせ自身だから、もしずっと今のままでも」と告げている。
幼いころは、快足で活発であり男勝りであったことから、かわいいものを身につけようとすると同級生から「りっちゃんかっこいいんだから、こっちの方が似合う」と男の子っぽいものを勧められたりしていた。しかし、彼女自身はかわいいものを身につけたいと思っていた。ひなせはその時、「りつだってかわいいものが似合う」とかわいいものを勧めた。性別に関わらず、自分の気持ちをひなせが慮ってくれたそのとき、はじめて女の子になりたいと思ったのだと彼女は懐古している。
高山あずさ（たかやま あずさ）
ひなせが通院する大学病院の医師で、細い縁の眼鏡をかけた青年。しおりの兄。
「近所でも有名な秀才」で「気さくで話しやすい、非の打ちどころがない人」とひなせが評している。性分化しないことで特別扱いされがちだったひなせに、医者になる前から分け隔てなく接していたとして、ひなせが好印象を持っている人物。
蝶が好きなようで、病院の診察室に蝶の飼育ケースを置いて、女性職員から不評を買っている。こういった行動も、「ハンサムだが変わり者」という定評があることで、厳しく咎められることはない模様。
一見善良だが、実は弟のしおりが、ひなせの検査データを見られるように仕組んだり、ひなせがポーランドの無性別者を越えて最年長者になったと告げながら、ポーランドのその人がすでに亡くなったこと、無性別者が20歳を過ぎるまで生きた例がないことを黙っているなど、何かを目論んでいる様子が見られる。5巻最終話では、それをしおりに言及されていた。
別府たまき（べっぷ たまき）
りつの親友。りつとは中学校は違ったものの、女テニのエースとして面識があった。他校にゆうくんという彼氏がいる。
城崎るい（きのさき るい）
りつの親友。りつとは、小1〜小3、中3〜現在にかけて同じ学校である。無性別時代の小学校の時にりつが好きだったものの、小3時に親の転勤で離れてしまった。中3で再び戻った際には、ともに「女の子」であり失恋。しばらくはその恋心によってイライラしていたが、りつから頼まれて水泳を教えたことで友達となった。
ショートカットであり、見た目はボーイッシュであるが好きなものはけっこうガーリー。
五色まひろ（ごしき まひろ）
りつの親友。通称ごっちん。しおりに片思いをしていた。中学時代に黒川に告白されたが断っている。4〜5巻にかけて黒川と恋人関係になり夏祭りに2人で参加した。
黒川ちあき（くろかわ ちあき）
しおりの友人。高校2年間で身長が伸びておらずそれを気にしている。どうにかして彼女を作ろうと必死になっている。
白銀あおい（しろがね あおい）
しおりの友人。黒川とは幼稚園からの幼なじみ。中学3年間で身長が20センチメートル以上伸びた。姉が3人いる。　

## 書誌情報
- 吉村旋 『性別「モナリザ」の君へ。』 スクウェア・エニックス〈ガンガンコミックスONLINE〉、全10巻
  1. 2018年9月21日発売[5]、ISBN 978-4-7575-5848-9
  2. 2019年2月22日発売[6]、ISBN 978-4-7575-6013-0
  3. 2019年8月9日発売[7]、ISBN 978-4-7575-6238-7
  4. 2020年2月12日発売[8]、ISBN 978-4-7575-6504-3
  5. 2020年8月11日発売[9]、ISBN 978-4-7575-6782-5
    - 特装版 同日発売[10]、ISBN 978-4-7575-6783-2

  6. 2021年3月12日発売[11]、ISBN 978-4-7575-7156-3
  7. 2021年10月12日発売[12]、ISBN 978-4-7575-7529-5
  8. 2022年4月12日発売[13]、ISBN 978-4-7575-7882-1
  9. 2022年12月12日発売[14]、ISBN 978-4-7575-8308-5
  10. 2022年12月12日発売[15]、ISBN 978-4-7575-8309-2